# Heukelomse Heide
De Heukelomse Heide is een natuurgebied ten noorden van Nieuw Bergen. Het gebied beslaat 30 ha. Het gebied is grotendeels eigendom van de gemeente Bergen.
Vroeger besloeg het terrein een oppervlakte van 60 ha, maar het zuidwestelijk deel viel ten offer aan een bedrijventerrein. Het resterende deel bestaat uit stuifzand, droge heide, en houtopstanden met inlandse eik en grove den. Het gebied omvat ook het Degensven, een ven dat door veenmosgroei verland is en daardoor floristisch interessant door de aanwezigheid van lavendelheide, veenbes, duizendknoopfonteinkruid, draadzegge, veenpluis, ronde zonnedauw en kleine zonnedauw.
Tot de fauna kan worden gerekend: zandhagedis, geelgors en boompieper.
In het noorden van het gebied, nabij Smal, ligt nog een heidegebied dat tot de Heukelomse Heide wordt gerekend en grenst aan het landgoed Bleijenbeek.
In 1992 kreeg het gebied een beschermde status.